# مسجد جلال
مسجد جلال مربوط به دوره صفوی است و در شهرستان خاتم، بخش مروست، دهستان هرابرجان، بافت قدیم روستای ترکان، محله حاجی علی‌ها واقع شده و این اثر در تاریخ ۱۲ دی ۱۳۸۶ با شمارهٔ ثبت ۲۰۴۶۹ به‌عنوان یکی از آثار ملی ایران به ثبت رسیده است.